# Sandra Sviteková
Sandra Sviteková (* 1992 Bratislava) je slovenská youtuberka a pedagožka. Na svém kanále Dejepis Inak má k květnu 2025 více než 226 tisíc odběratelů.

## Životopis
Narodila se v roce 1992 v Bratislavě. Vystudovala filozofii a dějepis na Filozofické fakultě Univerzity Komenského v Bratislavě. Ve své magisterské práci se zabývala problematikou středověké velezrady v období vlády anglického krále Eduarda VI. V letech 2016–2021 bydlela v rakouském městě Marchegg nedaleko Bratislavy, kde z důvodu špatného ohodnocení učitelské profese na Slovensku pracovala v řeznictví v supermarketu.

## Tvorba
Ve své tvorbě se prostřednictvím youtubových videí snaží popularizovat různá historická témata. Slovenská historická společnost při Slovenské akademii věd v roce 2021 vydala stanovisko, ve kterém kritizuje její tvorbu z důvodu přebírání obsahu zahraničních tvůrců. V roce 2021 se stala součástí seznamu významných osobností 30 pod 30 slovenské verze magazínu Forbes. Věnuje se také vzdělávání dětí v oblasti bezpečnosti v internetovém prostředí a boji proti závislosti na internetu.